# Кейт-Фальконер, Уильям, 6-й граф Кинтор
Уильям Кейт-Фалконер, 6-й граф Кинтор, 8-й лорд Фалконер из Халкертона, 6-й лорд Кейт из Инверури и Кейт-Холла (англ. William Keith-Falconer, 6th Earl of Kintore, 8th Lord Falconer of Halkerton, 6th Lord Keith of Inverurie and Keith Hall; 11 декабря 1766 — 6 октября 1812) — голландско-шотландский аристократ.

## Происхождение
Лорд Кинторе родился 11 декабря 1766 года. Единственный сын шотландца голландского происхождения Энтони Кейта-Фалконера, 5-го графа Кинтора (ок. 1742—1804), и его жены-голландки Кристины Элизабет Сихтерман (? — 1809).
Его дедушкой и бабушкой по отцовской линии были Уильям Фалконер, 6-й лорд Фалконер из Халкертона (ок. 1712—1776 , полковник голландской армии (который был сыном Дэвида Фалконера, 4-го лорда Фалконера из Халкертона, и леди Кэтрин Маргарет Кейт, дочери Уильяма Кейта, 2-го графа Кинтора) и Рембертина Мария Идикинг (дочь бургомистра Идикинга из Гронингена). Его мать была дочерью Яна Альберта Сихтермана из Гронингена, генерального интенданта голландских поселений в Ост-Индии и директора и фискала Бенгалии в 1734 году..

## Карьера
Офицер 2-го драгунского полка (Королевские шотландские серые).
После смерти отца 30 августа 1804 года он унаследовал титулы 6-го графа Кинтора (Пэрство Шотландии), 6-го лорда Кейта из Инверури и Кейт-Холла (Пэрство Шотландии) и 8-го лорда Фальконера из Халкертона (Пэрство Шотландии). Первые два титула были созданы в 1677 году, а последний — в 1647 году.

## Личная жизнь

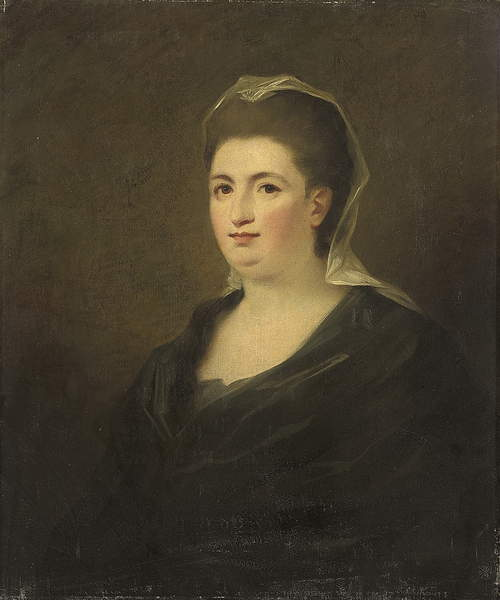
Портрет Мэри, графини Кинтор, работы Генри Ребёрна

18 июня 1793 года Уильям Кейт-Фальконер женился на Мэри Баннерман (ок. 1770 — 30 июня 1826), дочери сэра Александра Баннермана, 6-го баронета (1741—1813), и Мэри Гордон (дочери сэра Джеймса Гордона из Банкори). Вместе они были родителями:
- Энтони Адриан Кейт-Фальконер, 7-й граф Кинтор (20 апреля 1794 — 11 июля 1844), который был женат дважды, имел четверых детей от своей второй жены и нескольких внебрачных детей от своей любовницы[1][5][6].
- Леди Мэри Кейт-Фальконер (2 мая 1795 — 5 июля 1864), которая не вышла замуж[1].
- Достопочтенный Уильям Кейт-Фальконер (16 декабря 1799 — 5 января 1846), капитан Королевского флота, в 1830 году он женился на Луизе Грант (ум. 1862), дочери Уильяма Гранта из Конгалтона[1].

Лорд Кинтор скончался 6 октября 1812 года. Ему наследовал его старший сын Энтони.